# Équipe du Portugal de football au Championnat d'Europe 2000
L'équipe du Portugal de football participe à son 3e championnat d'Europe lors de l'édition 2000 qui se tient en Belgique et aux Pays-Bas du 10 juin 2000 au 2 juillet 2000. Les Portugais terminent premiers du groupe A avec un bilan de trois victoires en trois matchs, ils battent la Turquie en quart de finale puis ils perdent contre la France en demi-finale.
À titre individuel, Luís Figo fait partie de l'équipe-type du tournoi.

## Phase qualificative
La phase qualificative est composée de neuf groupes et les neuf vainqueurs de poule ainsi que le meilleur deuxième sont qualifiés. Les huit autres deuxièmes s'affrontent en barrages d'où sortent quatre vainqueurs. Ces quatorze équipes accompagnent la Belgique et les Pays-Bas, qualifiés d'office pour l'Euro 2000 en tant que pays organisateurs. Le Portugal se classe 2e du groupe 7 derrière la Roumanie et il termine meilleur deuxième.
| Rang | Équipe        | Pts | J  | G | N | P | Bp | Bc | Diff |  | Résultats (▼ dom., ► ext.) |     |     |     |     |     |     |
| ---- | ------------- | --- | -- | - | - | - | -- | -- | ---- |  | -------------------------- | --- | --- | --- | --- | --- | --- |
| 1    | Roumanie      | 24  | 10 | 7 | 3 | 0 | 25 | 3  | +22  |  | Roumanie                   |     | 1-1 | 0-0 | 2-0 | 4-0 | 7-0 |
| 2    | Portugal      | 23  | 10 | 7 | 2 | 1 | 32 | 4  | +28  |  | Portugal                   | 0-1 |     | 1-0 | 3-0 | 7-0 | 8-0 |
| 3    | Slovaquie     | 17  | 10 | 5 | 2 | 3 | 12 | 9  | +3   |  | Slovaquie                  | 1-5 | 0-3 |     | 0-0 | 3-0 | 2-0 |
| 4    | Hongrie       | 12  | 10 | 3 | 3 | 4 | 14 | 10 | +4   |  | Hongrie                    | 1-1 | 1-3 | 0-1 |     | 3-0 | 5-0 |
| 5    | Azerbaïdjan   | 4   | 10 | 1 | 1 | 8 | 6  | 26 | -20  |  | Azerbaïdjan                | 0-1 | 1-1 | 0-1 | 0-4 |     | 4-0 |
| 6    | Liechtenstein | 4   | 10 | 1 | 1 | 8 | 2  | 39 | -37  |  | Liechtenstein              | 0-3 | 0-5 | 0-4 | 0-0 | 2-1 |     |

## Phase finale

### Phase de groupe
| Groupe A |            |     |   |   |   |   |    |    |      |
|          | Équipe     | Pts | J | G | N | P | BP | BC | Diff |
| 1        | Portugal   | 9   | 3 | 3 | 0 | 0 | 7  | 2  | +5   |
| 2        | Roumanie   | 4   | 3 | 1 | 1 | 1 | 4  | 4  | 0    |
| 3        | Angleterre | 3   | 3 | 1 | 0 | 2 | 5  | 6  | -1   |
| 4        | Allemagne  | 1   | 3 | 0 | 1 | 2 | 1  | 5  | -4   |

| 12 juin 18h00 | Allemagne  | 1 | 1 | Roumanie   |
| 12 juin 20h45 | Portugal   | 3 | 2 | Angleterre |
| 17 juin 18h00 | Roumanie   | 0 | 1 | Portugal   |
| 17 juin 20h45 | Angleterre | 1 | 0 | Allemagne  |
| 20 juin 20h45 | Angleterre | 2 | 3 | Roumanie   |
| 20 juin 20h45 | Portugal   | 3 | 0 | Allemagne  |

| 12 juin 2000                      | Portugal                                   | 3 - 2   | Angleterre                 | Philips Stadion, Eindhoven                    |                                               |
| 20:45 · Historique des rencontres | Figo 22e · João Pinto 37e · Nuno Gomes 59e | (2 – 2) | Scholes 3e · McManaman 18e | Spectateurs : 33 000 Arbitrage : Anders Frisk | Spectateurs : 33 000 Arbitrage : Anders Frisk |
| 20:45 · Historique des rencontres | (Rapport)                                  |         |                            | Spectateurs : 33 000 Arbitrage : Anders Frisk | Spectateurs : 33 000 Arbitrage : Anders Frisk |

| 17 juin 2000                      | Roumanie  | 0 - 1   | Portugal       | Gelredome, Arnhem                                 |                                                   |
| 18:00 · Historique des rencontres |           | (0 – 0) | Costinha 90+4e | Spectateurs : 18 000 Arbitrage : Gilles Veissière | Spectateurs : 18 000 Arbitrage : Gilles Veissière |
| 18:00 · Historique des rencontres | (Rapport) |         |                | Spectateurs : 18 000 Arbitrage : Gilles Veissière | Spectateurs : 18 000 Arbitrage : Gilles Veissière |

| 20 juin 2000                      | Portugal                | 3 - 0   | Allemagne | Feyenoord Stadion, Rotterdam              |                                           |
| 20:45 · Historique des rencontres | Conceição 35e, 54e, 71e | (1 – 0) |           | Spectateurs : 44 000 Arbitrage : Dick Jol | Spectateurs : 44 000 Arbitrage : Dick Jol |
| 20:45 · Historique des rencontres | (Rapport)               |         |           | Spectateurs : 44 000 Arbitrage : Dick Jol | Spectateurs : 44 000 Arbitrage : Dick Jol |

### Quart de finale
| 24 juin 2000                      | Portugal            | 2 - 0   | Turquie | Amsterdam ArenA, Amsterdam                |                                           |
| 18:00 · Historique des rencontres | Nuno Gomes 44e, 56e | (1 – 0) |         | Spectateurs : 45 000 Arbitrage : Dick Jol | Spectateurs : 45 000 Arbitrage : Dick Jol |
| 18:00 · Historique des rencontres | (Rapport)           |         |         | Spectateurs : 45 000 Arbitrage : Dick Jol | Spectateurs : 45 000 Arbitrage : Dick Jol |

### Demi-finale
| 28 juin 2000                      | France                        | 2 - 1 b.e.o.          | Portugal       | Stade Roi-Baudouin, Bruxelles                 |                                               |
| 20:45 · Historique des rencontres | Henry 52e · Zidane 117e (pen) | (0 - 1, 1 - 1, 1 - 1) | Nuno Gomes 19e | Spectateurs : 50 000 Arbitrage : Günter Benkö | Spectateurs : 50 000 Arbitrage : Günter Benkö |
| 20:45 · Historique des rencontres | (Rapport)                     |                       |                | Spectateurs : 50 000 Arbitrage : Günter Benkö | Spectateurs : 50 000 Arbitrage : Günter Benkö |

## Effectif
Sélectionneur : Humberto Coelho
| No. | Pos.      | Joueur            | Date de naissance et âge | Sélec. | Club                 |
| --- | --------- | ----------------- | ------------------------ | ------ | -------------------- |
| 1   | Gardien   | Vítor Baía        | 15 octobre 1969          | 69     | FC Porto             |
| 2   | Défenseur | Jorge Costa       | 4 octobre 1971           | 25     | FC Porto             |
| 3   | Défenseur | Rui Jorge         | 27 mars 1973             | 3      | Sporting Portugal    |
| 4   | Milieu    | José Luís Vidigal | 15 mars 1973             | 3      | Sporting Portugal    |
| 5   | Défenseur | Fernando Couto    | 2 août 1969              | 62     | Lazio de Rome        |
| 6   | Milieu    | Paulo Sousa       | 30 août 1970             | 43     | AC Parme             |
| 7   | Milieu    | Luís Figo         | 4 novembre 1972          | 59     | FC Barcelone         |
| 8   | Attaquant | João Pinto        | 19 août 1971             | 56     | Benfica Lisbonne     |
| 9   | Attaquant | Ricardo Sá Pinto  | 10 octobre 1972          | 36     | Real Sociedad        |
| 10  | Milieu    | Rui Costa         | 29 mars 1972             | 50     | Fiorentina           |
| 11  | Milieu    | Sérgio Conceição  | 15 novembre 1974         | 22     | Lazio de Rome        |
| 12  | Gardien   | Pedro Espinha     | 25 septembre 1965        | 3      | Vitória Guimarães    |
| 13  | Défenseur | Dimas Teixeira    | 16 février 1969          | 33     | Standard de Liège    |
| 14  | Défenseur | Abel Xavier       | 30 novembre 1972         | 13     | Everton              |
| 15  | Milieu    | Costinha          | 1er décembre 1974        | 3      | AS Monaco            |
| 16  | Défenseur | Beto              | 3 mai 1976               | 4      | Sporting Portugal    |
| 17  | Milieu    | Paulo Bento       | 26 juin 1969             | 20     | Real Oviedo          |
| 18  | Attaquant | Pauleta           | 28 avril 1973            | 13     | Deportivo La Corogne |
| 19  | Milieu    | Nuno Capucho      | 21 février 1972          | 12     | FC Porto             |
| 20  | Défenseur | Carlos Secretário | 12 mai 1970              | 28     | FC Porto             |
| 21  | Attaquant | Nuno Gomes        | 5 juillet 1976           | 10     | Benfica Lisbonne     |
| 22  | Gardien   | Quim              | 13 novembre 1975         | 2      | SC Braga             |

## Navigation